# Hans Stormoen
Hans Stormoen (29 de mayo de 1906 – 4 de abril de 1979) fue un actor, director y traductor noruego.

## Biografía
Nacido y criado en Bergen, Noruega, sus padres eran Marius Stormoen, un granjero nacido en 1845), y Synnøve Henriksen. En el año 1925 obtuvo una licenciatura en arte, y posteriormente inició estudios de arquitectura en la Norges tekniske høgskole de Trondheim. Sin embargo, suspendió sus estudios y empezó a trabajar como dibujante publicitario. Finalmente decidió dedicarse a la actuación.
El 7 de junio de 1934 debutó como actor en una revista representada en el Teatro Den Nationale Scene de Bergen bajo la dirección de Arne Svendsen. Después actuó en la pieza de Vilhelm Krag Baldevins bröllop y en la farsa Halsbåndet. Su gran oportunidad llegó en 1935 como Vingrisen en la pieza de Nordahl Grieg Vår ære og vår makt, a partir de cuyo momento pasó a ser actor fijo del teatro. Se hizo conocido por sus actuaciones en obras de Nordahl Grieg, aunque también hizo papeles clásicos como el de Begriffenfeldt en Peer Gynt o el de Oldfux en Den stundesløse.
En la primavera de 1941, durante una huelga de actores, Stormoen fue arrestado por las autoridades del Nasjonal Samling. Una vez liberado, decidió sumarse a las fuerzas noruegas en el Reino Unido, donde trabajó en la oficina de repatriación.
Finalizada la Segunda Guerra Mundial, trabajó tres años en el Teatro de Trøndelag. En noviembre de 1945 dirigió la obra de Nordahl Grieg Nederlaget, en la cual interpretó el papel de Courbet. En 1947 dramatizó Raskolnikov, en base a la obra de Fiódor Dostoievski. En 1949 volvió un corto tiempo al Den Nationale Scene, volviendo a dirigir Nederlaget encarnando a Courbet.
A partir de 1949 trabajó en el recién inaugurado Riksteatret. Allí inició la tradición de las lecturas de literatura noruega dirigidas por actores con el fin de aumentar el interés por el teatro. Dirigió varias obras, entre ellas la de Robert Ardrey Stormberget en 1950. Posteriormente colaboró con el Det norske teatret y de nuevo con el Teatro de Trøndelag.
Además de su faceta teatral, Stormoen también fue actor cinematográfico y teatral. Hizo su debut en 1946 con la película de Olav Dalgard Om kjærligheten synger de, realizando alrededor de 25 papeles hasta el año 1975.
Hans Stormoen falleció en 1979 en Oslo, Noruega. Había estado casado con la actriz Regine Stenersen, de la cual se divorció. Entre 1943 y 1950 estuvo casado con otra actriz, Lill Egede-Nissen. La pareja también se divorció. Era medio hermano de Harald Stormoen (1872–1937) y tío de Kjell Stormoen (1921–2010).

## Filmografía (selección)
- 1946 : Om kjærligheten synger de
- 1951 : Ukjent mann
- 1963 : Vildanden
- 1965 : Hurra för Anderssons
- 1966 : Broder Gabrielsen
- 1967 : Liv
- 1969 : Klabautermannen
- 1975 : Benoni & Rosa (TV)